# フォン湾
フォン湾 (Huon Gulf)は、ニューギニア島及びパプアニューギニアの東海岸に位置する湾。
北側はフォン半島に接し、共にフランス人探検家のジャン＝ミシェル・ユオン・ド・ケルマデックの名前に由来する。
ソロモン海の一部でもあり、東方向に開けている。
モロベ州の州都であるラエは、湾の北岸に位置している。
湾の北西岸にマーカム川が流れ込んでおり、その海域はマーカム湾とも呼ばれる。